# Progressive
El progressive es un estilo musical de música electrónica. El término suele confundirse con la música progresiva.
A comienzos de los años noventa, el house progresivo fue un estilo complejo y evolutivo, con dubs, bases de percusión y samples del pop y músicas exóticas. Sus representantes fueron Drum Club, Spooky y William Orbit.
En España el término hace referencia al trance progresivo el cual ganó mucha fama de mediados de los años 90 hasta mediados de los años 2000, pero como muchos dj's lo mezclaban con varios estilos de música como el eurodance, techno, hard trance, vocal trance o hard house a esa forma de pinchar se le denominó progressive erróneamente.

## Historia
Realmente, la historia del progressive comienza con el surgimiento del trance en Alemania, a principios de los 90, y hay que ir siguiendo la evolución del trance, y de otros estilos.
Aunque, ya en los 80 existían algunas canciones con subidones, sobre todo dentro del house, como "Good Life" de, "Jack to the Sound of the Underground" de Hithouse, "Love Can't Turn Around" de Farley "Jackmaster" Funk y Jesse Saunders;
pero ya incluso antes del house, tenemos el "Tekno Talk" de Moskwa TV (Talla 2XLC) de 1985.
Pero cuando realmente surgió fue en 1990, en Fráncfort del Meno, Alemania, aunque por aquel entonces no se llamaba progressive, sino trance. Se empezó a llamar progressive a partir de la segunda mitad de los 90 y solo en España. El progressive es un estilo de música con muchos sonidos profundos y en cada tema su intérprete busca sumergir en un "viaje" al oyente. John Digweed, Hernan Cattaneo, Nick Warren, Guy J, Damian Sarandeses y Sasha son algunos de los artistas más representativos del género.

## Géneros del progressive
- House progresivo
- Trance progresivo
- Progressive psytrance
- Progressive techno
- Progressive breaks
- Progressive drum & bass
- Progressive darkpsy
- Progressive dark